# 25 000 Dollar für einen Mann
25 000 Dollar für einen Mann (Originaltitel: Banning) ist ein US-amerikanisches Filmdrama aus dem Jahr 1967, das Ron Winston nach einer Erzählung von Hamilton Maule für Universal Pictures drehte.

## Handlung
Mike Banning ist ein ehemaliger Golfprofi und seit fünf Jahren nicht mehr auf Tour. Um seinem Freund Doc Brewer zu helfen, dessen Wettschulden zu begleichen, nimmt er eine Stelle als Golflehrer im El Presidente Country Club an. Seine Anwesenheit dort erregt die Aufmerksamkeit zweier Frauen, der wohlhabenden Angela Barr und der Frau des Profis Jonathan Linus, Cynthia. Banning seinerseits ist an Carol Lindquist interessiert, die, was Banning nicht weiß, Linus’ Geliebte und verwitwete Mutter einer jungen Tochter ist.
Banning findet heraus, dass Cynthia ihrem Vater, J. Pallister Young, beim Falschspiel hilft. Mit diesem Wissen erpresst er Young dazu, bei einem speziellen Turnier mit hohem Preisgeld zu betrügen. Bannings Partner ist Youngs Neffe Richard Tyson, während Young mit dem Caddy Chris Patton zusammenspielt. Patton, der auf Bannings Stellung im Club eifersüchtig ist, gerät mit diesem in Streit. Es kommt zu einer Schlägerei, bei der sich Patton das Handgelenk bricht. Linus ersetzt Patton beim Turnier. Er versucht, Banning disqualifizieren zu lassen mit der Begründung, dass Banning ein Golfspiel manipuliert habe. Young erfährt von seiner Tochter, dass die Anschuldigungen haltlos sind.
Das Turnier beginnt wie geplant. Banning und Tyson gewinnen. Banning überlässt Doc Brewer seinen Anteil am Gewinn, damit sein Freund seine Schulden begleichen kann. Er verlässt den Club, sagt aber Carol, dass er sie und ihre Tochter nachholen werde.

## Kritiken
Das Lexikon des internationalen Films beschrieb den Film als aufwendig und solide inszeniertes Hollywood-Melodram, das milde Kritik am Schickeria-Milieu von Los Angeles übt.
Die Filmzeitschrift Cinema zog das Fazit, der Film teile „kräftige Seitenhiebe auf die Highsociety“ aus.
Howard Thompson von der New York Times hielt den Film für ungewöhnlich, aber nicht sonderlich eindrucksvoll.
Der Evangelische Film-Beobachter bemängelt zwar, dass der Film „zur (versuchten) Kritik an der Gesellschaft oder an dunklen Machenschaften des Berufssports“ nicht genügend hergebe, gelangt aber zu dem Schluss, dass er als „passabler Unterhaltungsfilm ab 16 gut und gerne ansehbar“ sei.

## Auszeichnungen
Das Lied The Eyes of Love von Quincy Jones (Melodie) und Bob Russell (Text) wurde 1968 als bester Song für den Oscar nominiert.

## Hintergrund
Die Premiere fand am 30. Juni 1967 in Nashville, Tennessee, statt. In Deutschland erschien er am 21. Juli 1967.